# Yinchie zaohui
Yinchie zaohui là một loài bướm đêm trong họ Geometridae.